# Вакх (картина Рубенса)
«Вакх» — картина Питера Пауля Рубенса из собрания Государственного Эрмитажа.
На картине изображён в образе Вакха сидящий на бочке обрюзгший молодой парень с чашей в поднятой руке. Его обнимает его жена Ариадна, наливающая в чашу вино, при этом пролившиеся мимо чаши капли пытается поймать ртом маленький сатир. За спиной у Вакха, запрокинув голову, из амфоры пьёт вино Пан. Справа на переднем плане изображён мочащийся путти.
Заведующая сектором живописи XIII—XVIII веков отдела западноевропейского искусства Государственного Эрмитажа Н. И. Грицай, проводя детальный анализ картины, отмечала:

Его композиция построена на своеобразном динамическом сопоставлении сильно выдвинутой на первый план фигурной группы и бесконечной воздушной дали пейзажа в глубине. В значительной мере благодаря такому приёму зритель сразу же оказывается в плену созданных художником образов.

Прообразом головы Вакха послужил античный бюст, долгое время ошибочно атрибутируемый римскому императору Авлу Вителлию и известный в шести старинных копиях; вероятнее всего, Рубенс использовал копию середины XVI века, ныне хранящуюся в Лувре (мрамор, высота 43,7 см, ширина 41 см, глубина 18 см; инв. № MR 684). Рубенс был не первым, кто использовал бюст Вителлия для изображения Вакха: ранее он послужил для создания образа Вакха голландскому художнику Иоахиму Эйтевалу.
Картина написана между 1638 и 1640 годами и некоторое время хранилась в семье, числясь во владении племянника П. П. Рубенса Филиппа Рубенса, который в 1676 году продал её герцогу Ришельё. Предположительно, с 1711 года картина находилась в собрании барона Кроза. В 1772 году в составе всей коллекции Кроза была приобретена для Эрмитажа императрицей Екатериной II. Первоначально картина была написана на деревянной доске, в 1891 году реставратором А. Сидоровым была переведена на холст.
Выставляется в здании Нового Эрмитажа в зале 247 (зал Рубенса).

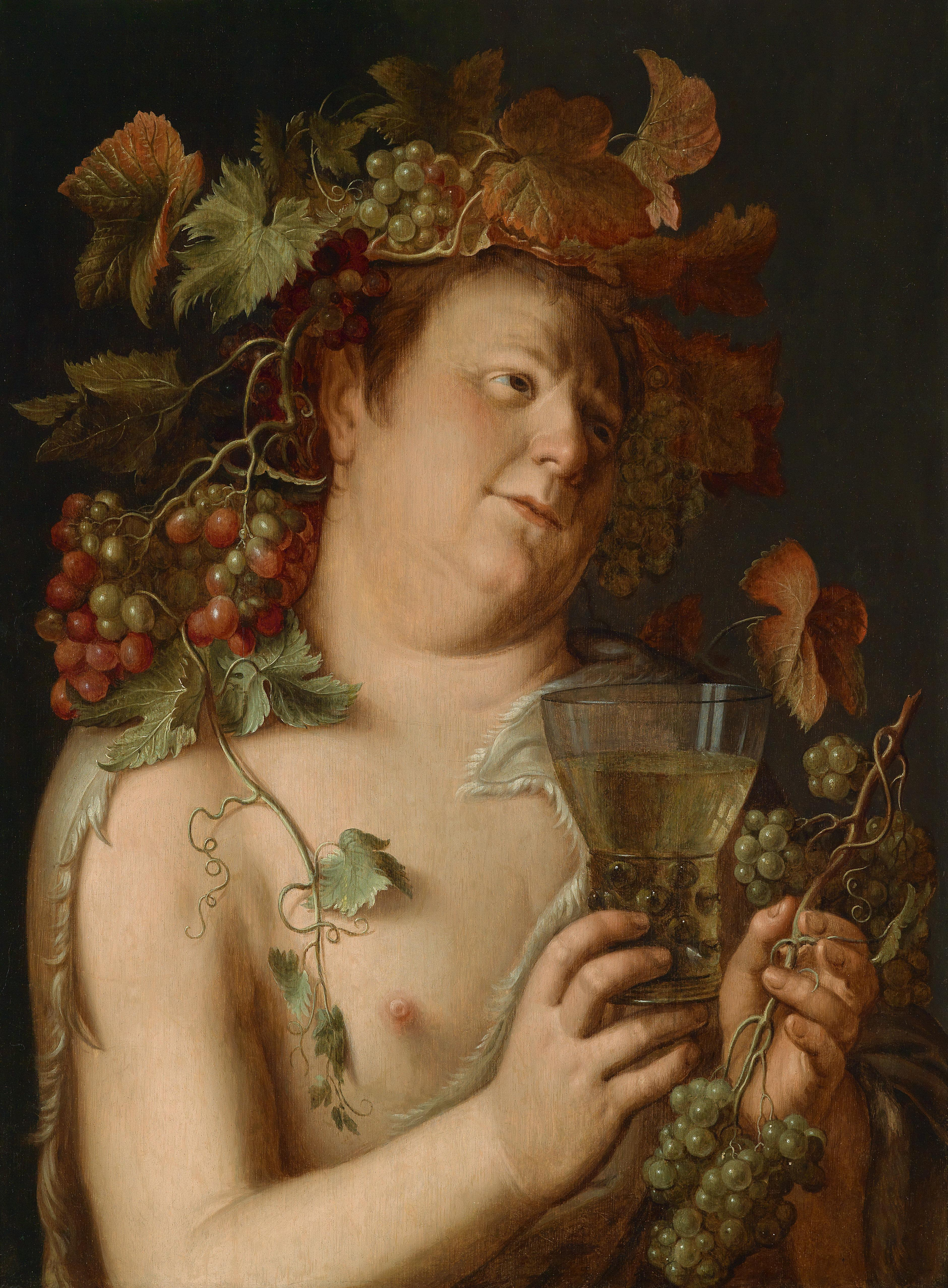
И. Эйтевал. Вакх. Национальный музей Брукенталя, Сибиу
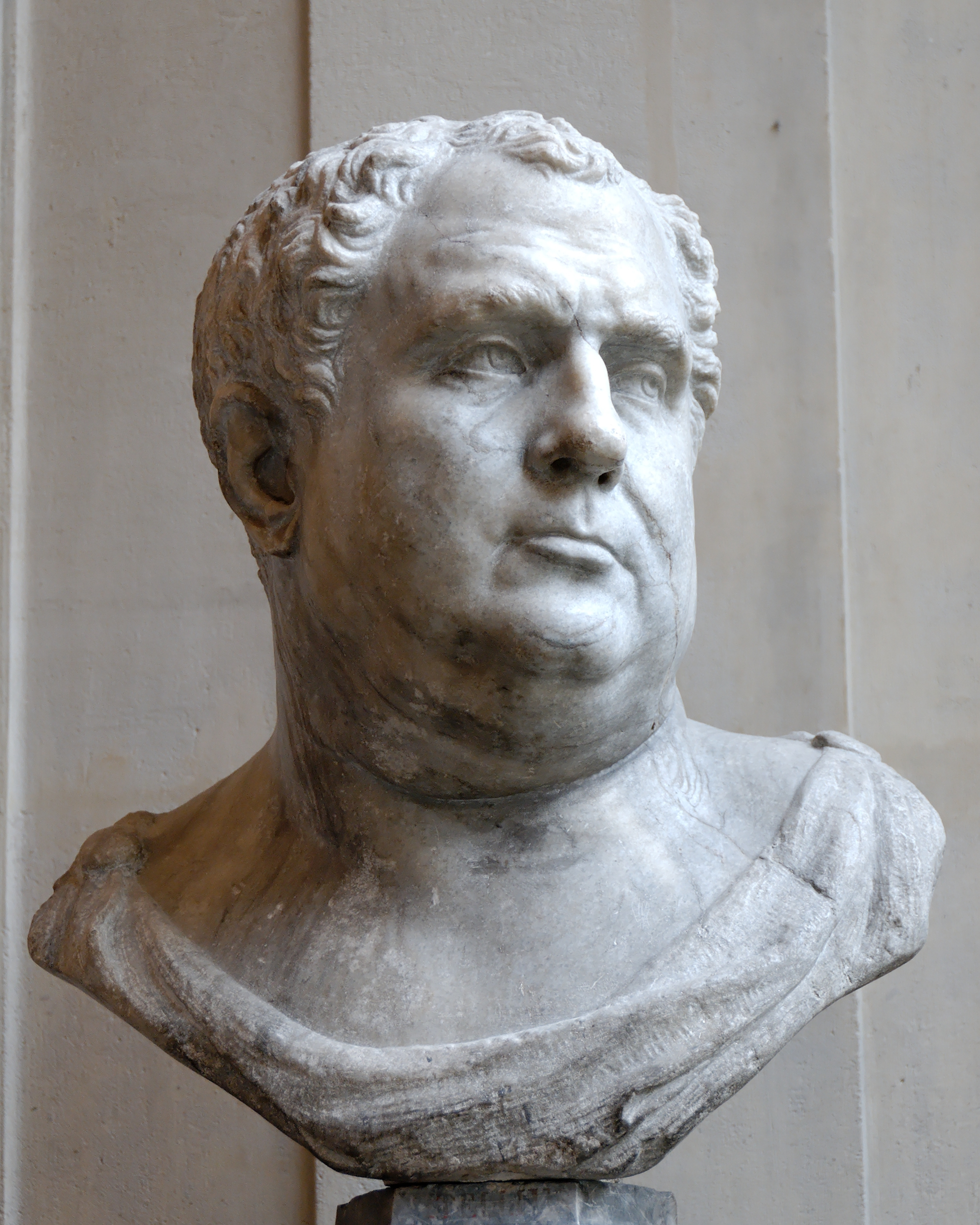
Бюст псевдо-Вителлия. Лувр
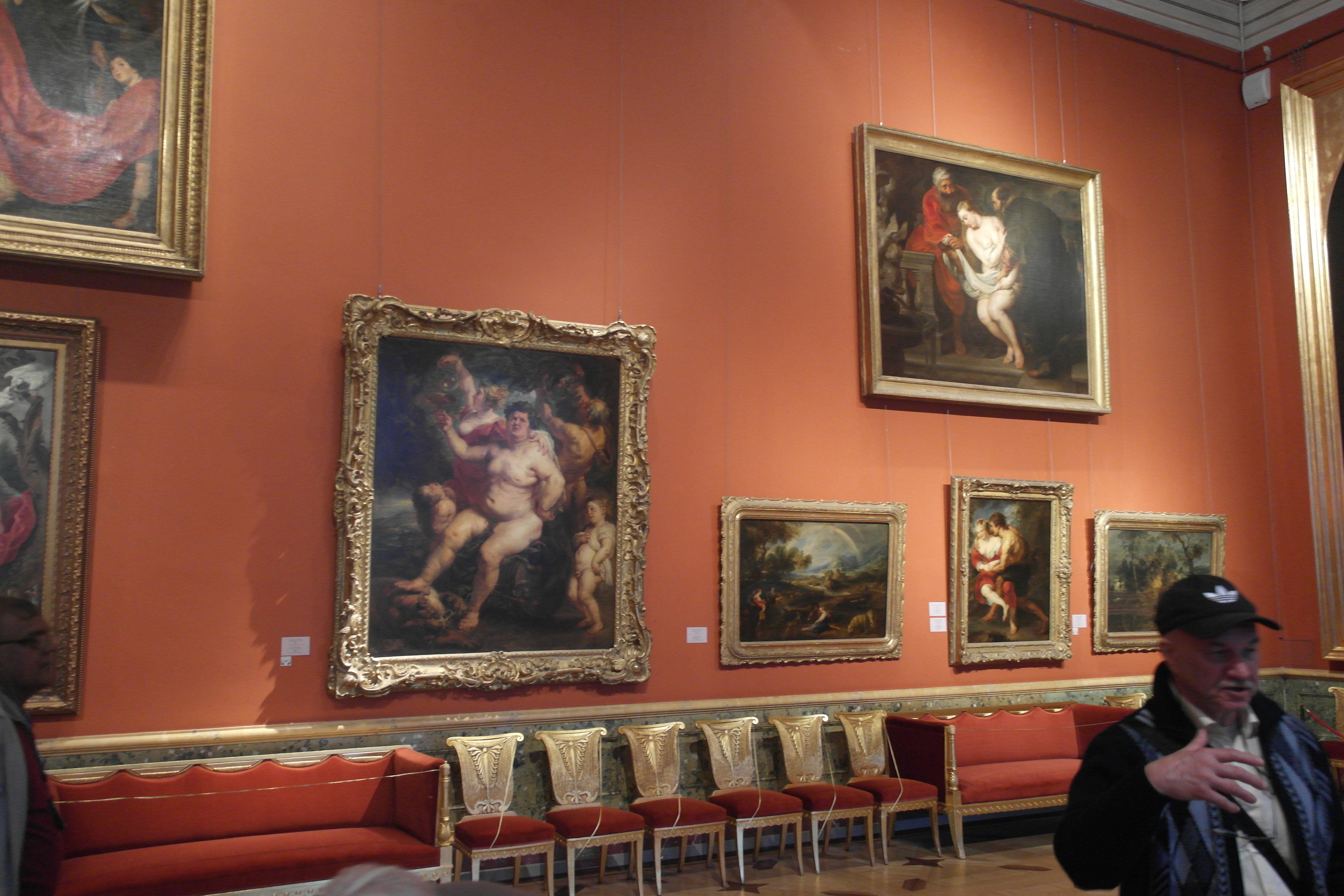
Картина в зале 247 Нового Эрмитажа
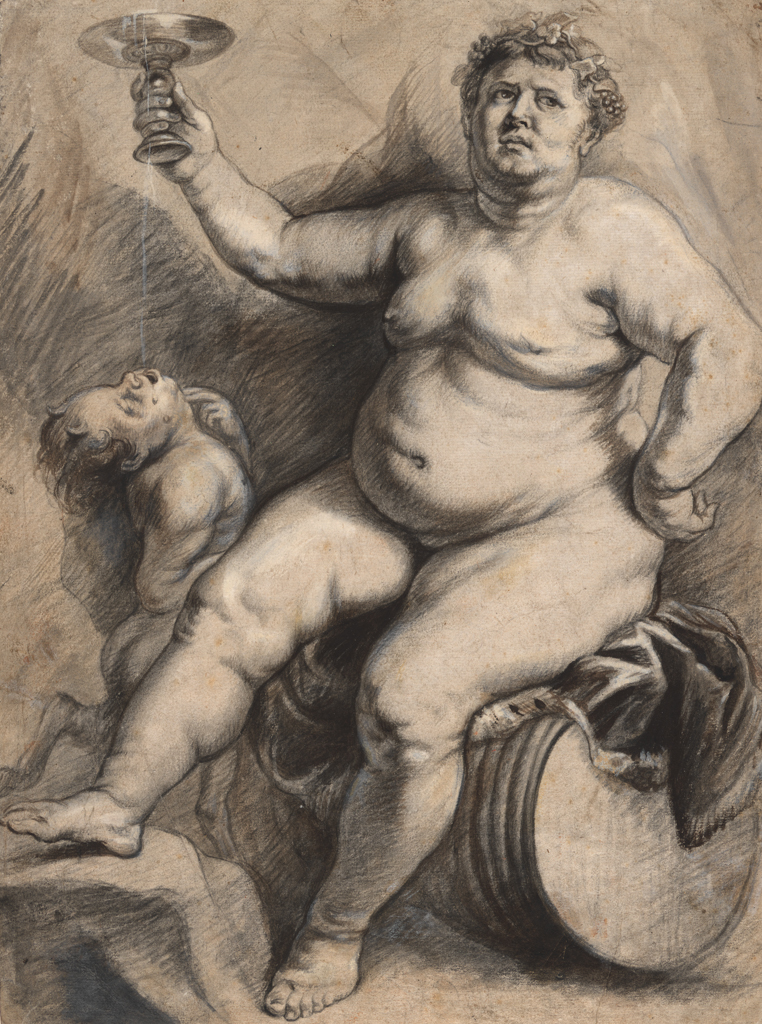
Рисунок из собрания Род-Айлендской школы дизайна

Вскоре после написания картины в мастерской Рубенса было сделано с неё две копии, одна из которых находится в галерее Уффици во Флоренции, другая — в Галерее старых мастеров в Дрездене. Кроме того, известен рисунок, изображающий самого Вакха и путти слева от него: он хранится в Художественном музее Род-Айлендской школы дизайна в Провиденсе (бумага, чёрный мел, размывкой кистью, белила, тушь; 37,5 × 27,9 см; инв. № 20,463). Первоначально считалось что этот рисунок выполнен самим Рубенсом, однако это не нашло подтверждения. Затем выдвигалась версия, что автором рисунка может быть Якоб Йорданс, однако тщательное исследование техники рисунка опровергло и это предположение. В Род-Айлендском музее считают что рисунок был выполнен неизвестным фламандским художником вскоре после смерти Рубенса.